# Клэр Тэмпл
Клэр Тэмпл (англ. Claire Temple) — персонаж, супергерой в комиксах издаваемых компанией Marvel Comics. Афро-американский врач, она в первую очередь связана с супергероем Люком Кейджем и является одним из его ранних любовных интересов.
Начиная с 2015 года, версия персонажа, которую играет Розарио Доусон, появилась в нескольких телесериалах от Marvel Television и Netflix, входящих в Кинематографическую вселенную Marvel таких как «Сорвиголова», «Джессика Джонс», «Люк Кейдж», «Железный кулак» и мини-кроссовере «Защитники». Она представляет собой Клэр и Ночную медсестру.

## История публикаций

### Люк Кейдж
Этот афро-американский супергерой  был создан вскоре после популяризации фильмов жанра Blaxploitation. В Luke Cage, Hero for Hire #2 (август 1972), Люк встречает медсестру Клэр Темпл, которая работает вместе с доктором Ноем Бурштейном в его клинике на 42-й улице. Кейдж был расстрелян киллерами, отправленных уголовником Гремучий змей и Клэр с удивлением обнаружила его всего в синяках от пуль. Она впоследствии похищена Гремучей змеей, которого Люк обнаруживает своего старого друга  человек , который подставил Кейджа за преступление, который послал его в тюрьму. Кейдж освобождает Клэр, но Гремучий змей убит одним из своих орудий. Клэр подтверждает историю Кейджа полиции, и два становятся романтично вовлеченными. В 1973 году Клэр с удивлением видит двух благодарных клиентов целующих Люка, но провести Сочельник вместе не получилось - на них напал дважды уголовник Марли, которому Люк поздно подчиняется. Как Клэр и Кейдж продолжают встречаться, Доктор Бурштейн—который частично ответственен за то, что Люк получил силы—продолжает держать в тайне от Клэр (Daily Bugle репортер Фил Фокс), что Люк сбежал из тюрьмы. Кейджу приписали его причастность к смерти преступника Лионфага, но Клэр помогает ему осознать, что злодей нес его на себе. Обнаружив секрет Кейджа она не может его опубликовать, Лиса объединяется с Люком из тюремной охраны Немезидой Билли Боб Рэкхемом, чтобы отомстить Люку в похищении Клэр. Они похитили не ту женщину, Лис убит, и полиция находит Клэр держащую орудие убийства. Люк создает отвлечение, чтобы поговорить с Клэр в тюрьме, и она говорит ему, что она теперь знает, что он беглый каторжник. Люк клянется найти настоящего убийцу Фокса. Рэкхем раскрывается, как убийца, снимая Клэр, которая воссоединяется с Кейджем.
В ныне переименованный в  Luke Cage, Power Man #18 (апрель 1974), Люк оплакивает свою бывшую подругу Реву Коннорс, которая была убита из-за его соперничества с Уиллом Страйкером. несмотря на убеждение Кейджа, что каждый, кто приближается к нему умрет, он и Клэр решают остаться вместе. Связь продолжается в течение многих лет, из-за этого Клэр часто находится в опасности, и к 1976 году её выбор профессии вызвал много конфликтов между ними. Кейджа наконец-то оправдали за преступление, что изначально посадили его в тюрьму, но в переименованном комиксе  Power Man and Iron Fist #50 (апрель 1978), Клэр не может справиться с ним постоянно находясь в опасности, и они расстаются.
Клэр и Люк снова встретились в 1982 году, первый на месте преступления,  а затем, когда она лечит раны своей подруги, согласия молодых. Кейдж ненароком оскорбляет Клэр, пока она лечит его друга, Рафаэля Скарфа, в 1983 году. вскоре после этого он решает бросить борьбу с преступностью, потому что местные жители показываются ему неблагодарными и насмешливыми, но она убеждает его, насколько важна его работа. позже в серии, Клэр лечит раненого Железного кулака.

### Другие появления
В Black Goliath #1 (Февраль 1976), Чёрный Голиаф вспоминает его женитьбу на своей возлюбленной  из колледжа Клэр и их последующее разделение.
Клэр лечит Человека-паука после боя с Лешим в Marvel Team-Up #123 (Ноябрь 1982).
Как часть All-New, All-Different Marvel, Клэр - это врач, который специализируется на работе с суперлюдьми и бионическими имплантатами. Она впервые появляется в декабре 2015 года в Captain America: Sam Wilson #4, где она обращается к Капитану Америке (Сэм Уилсон) , когда она превращается в оборотня по Карлу Малусу и позже было показано, что она была в постоянном контакте с Мисти Найт.

## Вне комиксов

### Телевидение

Розарио Доусон в роли Клэр Тэмпл в телесериале «Сорвиголова»

- В телесериале «Сорвиголова», после обнаружения Мэтта Мердока в  мусорном баке Клэр Тэмпл оказывает ему медицинскую помощь. Она похищается членами мафии, как приманку для Сорвиголовы и хотя он способен спасти её, они взаимно решили, что это слишком опасно, несмотря на искры между ними. Клэр продолжает оказывать ему медицинскую помощь по мере необходимости, в то время как Мёрдок иногда использует её служебное положение в метро-больнице в свою пользу. Во втором сезоне «Сорвиголовы», Тэмпл завершает свою работу в больнице, когда она не соглашается прикрыть смерть её коллеги после атаки Руки, и оставляет Адскую кухню.
- В телесериале «Джессика Джонс»[4], Тэмпл находится на дежурстве в больнице, когда был тяжело ранен Люк Кейдж (который имеет непробиваемую кожу) и Тэмпл заботится о нём для Джессики Джонс[5].
- Доусон повторила свою роль в телесериале «Люк Кейдж»[6][7]. По сюжету, Клэр прибывает в Гарлем, где её мама работает в закусочной. Темпл воссоединяется с Люком Кейджем и помогает ему защищать окрестности. Она влюбляется в Люка, но прежде чем они могли проявить свои чувства, он был арестован.
- Тэмпл начинает заниматься уроками каратэ с Коллин Винг, через которую она встречает Дэнни Рэнда в телесериале «Железный кулак». Тэмпл помогает Рэнду в его борьбе против Руки и партнёра его отца[8].
- Клэр Тэмпл появится в мини-кроссовере «Защитники»[9].